# Meuzac
 Meuzac  (en occitano Meusac) es una población y comuna francesa, situada en la región de Lemosín, departamento de Alto Vienne, en el distrito de Limoges y cantón de Saint-Germain-les-Belles.

## Demografía
| 1101 | 1067 | 1007 | 834 | 753 | 691 | 725 |
| Para los censos de 1962 a 1999 la población legal corresponde a la población sin duplicidades (Fuente: INSEE [Consultar]) |      |      |     |     |     |     |

## Geografía
La ciudad se sitúa sobre un antiguo asentamiento granítico (canteras de granito de color rosa, llamado "Piedra de Meuzac"), tallado por el río Boucheuse y su afluente, el arroyo de Roubardie (cuenca del río Garona) que alimentan, respectivamente, los dos lagos de la ciudad: el de Forgeneuve y el de La Roche, también llamado "Lac du Syndicat d'Initiative".
La presencia de afloramientos de serpentina en los páramos de Le Cluzeau y de La Flotte (en los territorios de Meuzac y Château-Chervix)

## Historia
Meuzac es la única ciudad en Francia con este nombre. Hay varias ortografías en los textos antiguos (Melsac en el séc.XI y posteriormente Mensac). La etimología latina vendría del nombre de un hombre: Meletius (Melecio).
Presencia de vestígios de prehistóricos, romanos y gallo-romanos.
El origen de la ciudad se debe probablemente a la explotación de minas de oro (cuarzo y mineral de oro). Las minas de oro, algunas presentes aún en el siglo XX, han sido abandonadas por falta de viabilidad, y estudios recientes con amuestras (1980) demostraron la falta de viabilidad de sus explotaciones por los métodos actuales.
La sostenibilidad de la supervivencia económica se basó principalmente en la agricultura y la silvicultura, la ganadería, las castañas y el pequeño policultivo. Todavía quedan rastros de la presencia de antiguos oficios (hierro, hornos de ladrillo).
Se regista la existencia de una Casa de los Hospitaleros.

## Lugares de interés y monumentos
Iglesia románica, reconstruida en el siglo XVII, dedicada a San Pedro ad víncula, cuyo coro del siglo XII es probablemente el más antiguo del Limosín, con dos torres de planta cuadrada muy singular, una en el ábside y otra sobre la puerta oeste .
Ruinas de un convento de la Orden de Grandmont (celda monástica) en la aldea de Le Cluzeau.
Lago de La Roche, o Lac du Sindicat d'Initiative, es clasificado de primera categoría para las actividades de ocio.
El lago de Forgeneuve es una meca para el esquí náutico en Francia.